# Radewicze
Radewicze (biał. Радзевічы, Radziewiczy) – wieś na Białorusi w rejonie kamienieckim obwodu brzeskiego. Miejscowość wchodzi w skład sielsowietu Wierzchowice.
Do 11 grudnia 2012 roku miejscowość wchodziła w skład sielsowietu Kalenkowicze
Wieś magnacka położona była w końcu XVIII wieku powiecie brzeskolitewskim województwa brzeskolitewskiego. 
W 1899 roku miejscowość należała do parafii w Wierzchowicach.